# دانمارک هیل
latitudeدانمارک هیلlongitudeدانمارک هیل
دانمارک هیل (به انگلیسی: Denmark Hill) یک خیابان و ناحیه در لندن است که در منطقه سات‌ارک لندن واقع شده‌است.

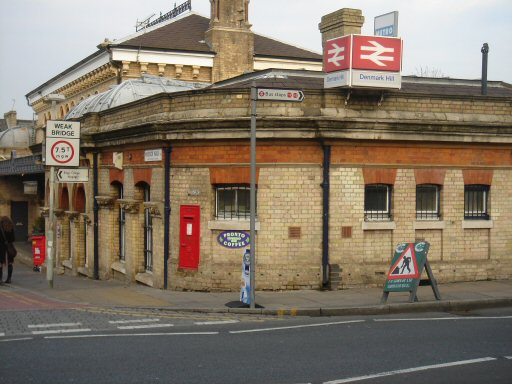
ایستگاه راه‌آهن دانمارک هیل